# Northfield (Kentucky)
Northfield – miasto w Stanach Zjednoczonych, w stanie Kentucky, w hrabstwie Jefferson.